# Jennifer Landon
Jennifer Landon (* 29. August 1983 in Malibu, Kalifornien, Vereinigte Staaten) ist eine US-amerikanische Schauspielerin. Sie ist bekannt für ihre Rolle als Teeter in der Paramount-Network-Serie Yellowstone. Sie ist auch bekannt für ihre Rolle als Gwen Norbeck Munson in der CBS-Seifenoper As the World Turns (2005–2008, 2010). Für ihre Rolle in der Serie gewann Landon drei aufeinanderfolgende Daytime Emmy Awards als herausragende jüngere Schauspielerin in einer Dramaserie.

## Leben und Karriere

### Frühe Jahre
Jennifer Landon ist die Tochter des Schauspielers Michael Landon und seiner dritten Ehefrau Cindy Landon. Ihr Großvater väterlicherseits war Jude, während ihre Großmutter väterlicherseits katholisch war, obwohl ihr Vater jüdisch erzogen wurde.

### Karriere
Ende 2006 drehte sich eine Handlung um eine von Landon dargestellte Figur, die sich darauf konzentrierte, eine Musikkarriere zu verfolgen und zwei Singles aufzunehmen, „Slide“ und „I Saw Love“. Beide Songs wurden von Nini Camps geschrieben und von Landon vorgetragen. Von April bis Juli 2007 spielte Landon eine Doppelrolle in As the World Turns: ihre reguläre Figur Gwen Norbeck Munson und eine Doppelgängerin namens Cleo Babbitt. Landon verließ die Show 2008, nahm ihre Rolle jedoch 2010 für die letzten beiden Wochen der Serie wieder auf.
Am 1. Mai 2012 wurde bekannt gegeben, dass Landon die dritte erwachsene Schauspielerin sein würde, die die Rolle von Heather Stevens in Schatten der Leidenschaft spielen würde. Sie spielte die Rolle weniger als ein Jahr lang, bevor ihr Charakter abgeschrieben wurde. 2016 wurde sie für die Rolle von Lilith Bode, der Frau eines Serienmörders, in der letzten Staffel von Banshee besetzt.
Im Jahr 2020, in der dritten Staffel der Serie Yellowstone des Paramount-Netzwerkes, wurde Landon für die Rolle der Teeter besetzt.

## Filmografie (Auswahl)
- 1989: Ein Engel auf Erden (Highway to Heaven, Fernsehserie, 1 Folge)
- 2005–2010: Jung und Leidenschaftlich – Wie das Leben so spielt (As the World Turns, Fernsehserie, 496 Folgen)
- 2011: Dr. House (House, Fernsehserie, 1 Folge)
- 2012–2022: Schatten der Leidenschaft (The Young and the Restless, Fernsehserie, 29 Folgen)
- 2014: The Haunted (Fernsehserie, 1 Folge)
- 2016: Banshee – Small Town. Big Secrets. (Banshee, Fernsehserie, 4 Folgen)
- 2017: Zeit der Sehnsucht (Days of Our Lives, Fernsehserie, 8 Folgen)
- 2017: Chicago Med (Fernsehserie, 1 Folge)
- 2017–2022: Animal Kingdom (Fernsehserie, 13 Folgen)
- 2018: Atlanta Medical (Fernsehserie, 1 Folge)
- 2019: The Orville (Fernsehserie, Folge 2x05 „Erstkontakt“)
- 2020: Helstrom (Fernsehserie, 1 Folge)
- 2020–2024: Yellowstone (Fernsehserie, 30 Folgen)
- 2021–2022: FBI: Most Wanted (Fernsehserie, 16 Folgen)
- 2024: Brothers